# Szechuanosaurus
Gli szechuanosauri (Szechuanosaurus) è un genere di dinosauri carnivori, appartenente ai teropodi. Vissero nel Giurassico superiore (Titoniano, circa 150 milioni di anni fa).
Due specie sono state ascritte a questo genere: S. campi identificata da Chung Chien Young nel 1942 (olotipo CV 00214),  con uno scheletro parziale ed un dente isolato trovato nella Serie Kyangyan, Sichuan, Cina 
e S. zigongensis identificata nel 1993 da uno scheletro più completo (olotipo ZDM 9011) datante del Batoniano Calloviano (metà del Giurassico) proveniente dalla Formazione Xiashaximiao, Sichuan, Cina. Lo S. zigongensis è stato assegnato al genere Yangchuanosaurus come Y. zigongensis nel 2012, ma potrebbe anche richiedere un genus a sé stante.

## Classificazione
Alcuni paleontologi considerano i  Szechuanosaurus  come un  nomen dubium, dato che non è chiaro se il materiale ritrovato possa essere assegnato in modo più soddisfacente ad un altro genere riconosciuto.
S. campi comprende anche il S. yandonensis, poiché questo esemplare non era stato inizialmente descritto e solamente in seguito è stato considerato come uno dei tetanuri più basali grazie ad analisi filogenetiche, ma potrebbe essere anche uno  Yangchuanosaurus shangyouensis identificato nella stessa formazione geologica.
A volte,  S. campi è anche considerato sinonimo del Chienkosaurus ceratosauroides, anche se generalmente quest'ultimo è ascritto ad un genere separato.